# Etheostoma asprigene
Etheostoma asprigene är en fiskart som först beskrevs av Stephen Alfred Forbes, 1878.  Etheostoma asprigene ingår i släktet Etheostoma och familjen abborrfiskar. Inga underarter finns listade i Catalogue of Life.